# Xianren

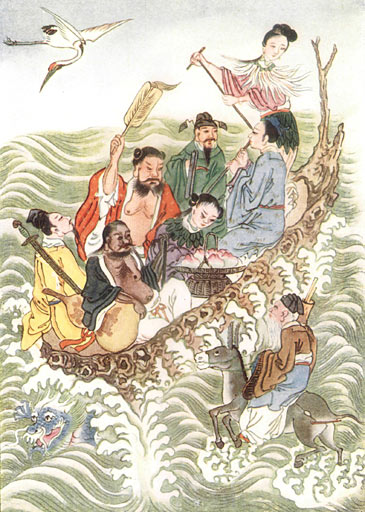
Els vuit immortals (Ba Xian), creuant el mar.

Xianren o shenxian (en xinès: 仙人; en pinyin: Xiānrén) (terme xinès que significa Éssers Il·luminats), és un ideograma compost per dos elements que signifiquen respectivament persona (人) i muntanya (山). La combinació dels dos rep generalment la traducció d'Immortals o de sants taoistes.
Aquest signe sembla primer haver estat utilitzat en competència amb 僊 xiān, que té lloc de l'element de muntanya (xiān) del caràcter qīan (遷) significant Moure o moviment. Els diccionaris de la dinastia Han Shuowen Jiezi '(~ 121), que contenen 僊, i Shiming (~200), que contenen 仙, tots dos donen les següents definicions: "viure molt temps sense morir; anar"; el Shiming diu, "per anar a les muntanyes". La primera terra de la immortalitat eren illes muntanyenques mítiques en el Mar Groc.
Els immortals, dins la cultura xinesa posseeixen uns fantàstics poders sobrenaturals i dimensions cosmològiques, l'estat de les quals transcendeix l'oposició entre la vida i la mort. Es produeix una transformació en l'immortal a través d'un estil de vida saludable i una ascesis específica, ajudada pel consum d'herbes i pocions que allarguen la vida i que es troben en els llocs màgics anomenats "coves celestes" i en la "terra de la felicitat", principals llocs de residència d'aquests éssers fantàstics.
La creença en els immortals abans del naixement del taoisme almenys en la seva versió deista s'han convertit en un element essencial de l'Han oriental. Anteriorment, havien estat al centre de les actuals fangxiandao, «Camí dels mags i immortals». an aparèixer en el Període dels Regnes Combatents als països de Qi i de Yan, al costat del Mar de Bohai. Els immortals pertanyen al conjunt dels déus de la religió xinesa, col·lectivament coneguda shenxian, «déus i immortals».

## Representació
En general, invisible en la seva forma real per als humans comuns, que són descrits per Ge Hong en el "Baopuzi" amb pupil·les quadrades, enormes lòbuls, de vegades el cap de serp, un abric de plomes, muntats en gruyas i dracs. Ells posseeixen el do de la metamorfosi i la ubiqüitat, apareixen o desapareixen a voluntat en un esclat de llum. Poden il·luminar una habitació fosca.

### Elementsxamanistes

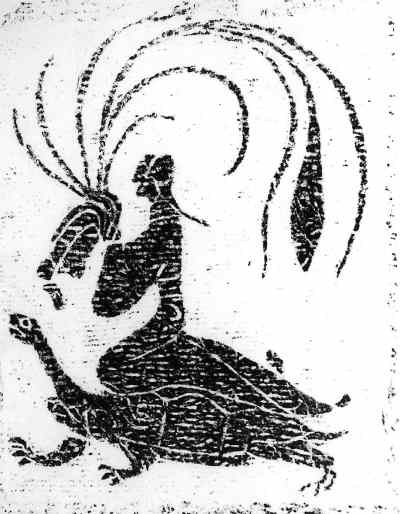
"Un immortal (xian) manejant a una tortuga", dibuix de la Dinastia Han en Qilingang (麒麟岗), Xijiao (西郊), Ciutat Nanyang (南阳市), Hebei.

Needham i Wang (1956:134) suggereixen que el xian estava relacionat amb el ball "xamànic". Com els xamans, són mestres dels elements i poden prendre forma animal. Per tant, els vuit immortals del príncep de Huainan tenen el poder de portar els vents i la pluja així com l'augment dels núvols i les boires. Els immortals s'assemblen a les aus i criatures aquàtiques amb els quals sovint són comparats i tenen poders associats.
En el primer capítol del Zhuang Zi, el sant taoista és un enorme ocell que arriba a l'altra part del món amb un cop de les seves ales, però també un peix ocult en les aigües profundes. Tenen ossos lleugers, un abric de plomes, sovint s'oculta en el cel o puja al més alt de les muntanyes. Quan els éssers humans es converteixen en immortals, de vegades, desapareixen les seves sandàlies, i el bastó o espasa es transformen en ocells. El Baopu Zi els compara en la seva part immortal amb una tortuga a l'aguait dins les profunditats de l'aigua, o una carpa lluminosa nedant en un riu de cinabri.

### Conceptes taoistes
Des del segle iii, els immortals són convertits clarament en taoistes i poden encarnar la diferenciació d'un origen primari. De vegades visibles i invisibles, apareixen aquí i allà alhora, i es mouen però sense forma o cos. En general són difícils d'observar en moviment, només deixen llocs en els quals es basen les dualitats, com a gnòmon al centre del món. El seu constant moviment d'ascens i descens representen els moviments de la respiració, qì, que s'eleva, i el tao, que descendeix en forma de textos sagrats que difereixen segons els seguidors amb majors mèrits.
Quan mostren la forma humana, les seves identitats són variables i el seu origen desconegut. Poden entrar en el bosc sense cridar l'atenció dels animals. Ens imaginem que viuen entre els estels o en les coves de les entranyes de la terra, tot i que també es comuniquen amb el cel.

## Terres d'immortalitat

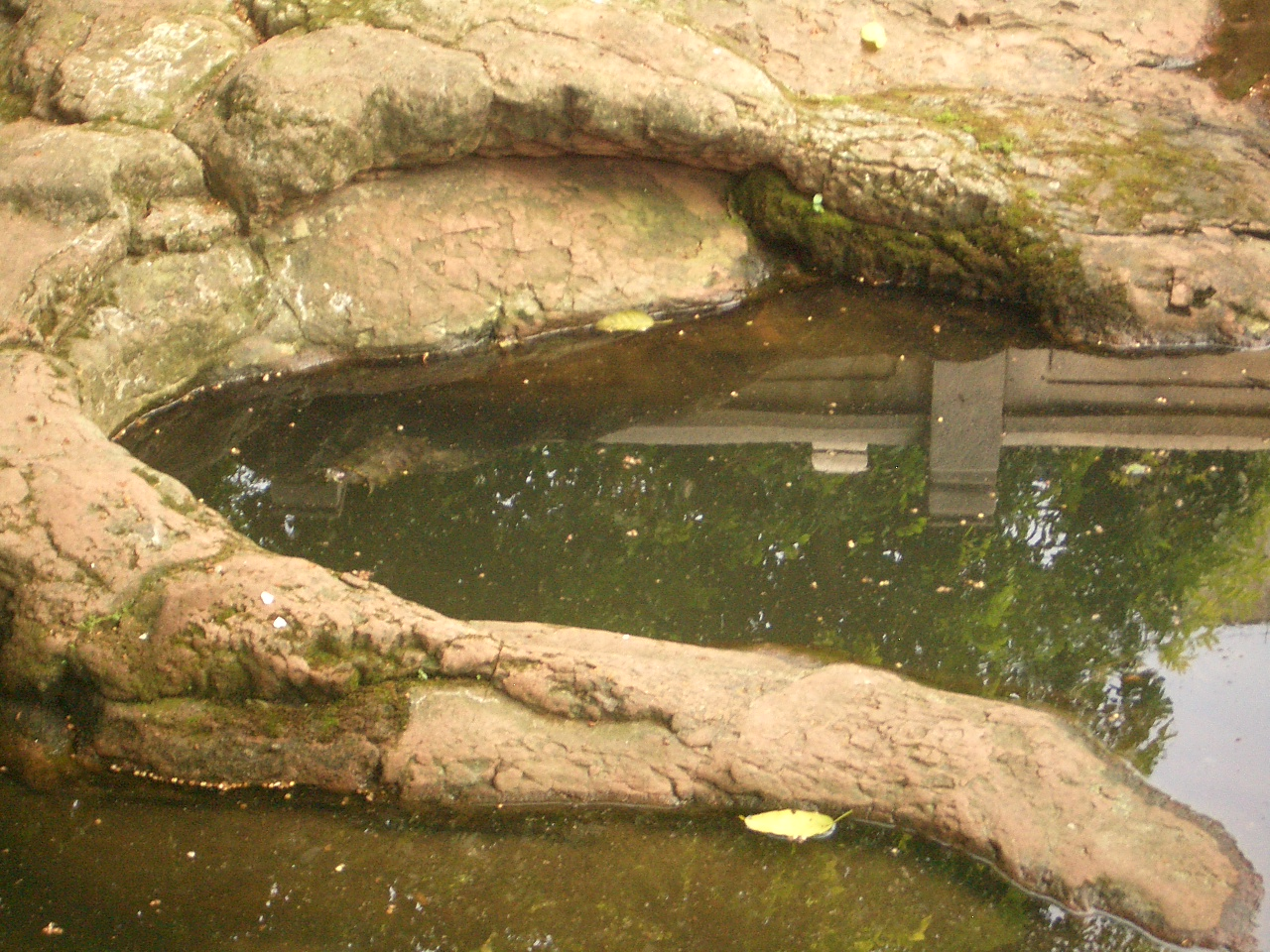
Una petita tolla, descrita com la petjada d'un immortal, al pati del Temple dels cinc immortals (Guangzhou).

La forma del caràcter xian indica que els immortals, en els seus orígens, vivien a les muntanyes o en illes muntanyenques. Els immortals de l'època imperial no només freqüenten les muntanyes, especialment les mítiques muntanya Kunlun, sinó també els estels, el fons del mar, les coves que es comuniquen amb el cel, i les illes del mar Oriental, aquestes darreres foren especialment populars en l'època dels Regnes Combatents i a principis de l'imperi. Qin Shi Huang va enviar expedicions a la recerca d'herbes immortals.
L'escola taoista més important avui dia, la branca Longmen de Quanzen, designa com a terra de la immortalitat deu continents i tres illes, així com deu coves celestials. De les tres illes, Penglai i Fangzhang són conegudes des dels inicis de l'era cristiana. La tercera, altres vegades denominada Yingzhou, ha pres el nom de Kunlun, i en els seus orígens eren un conjunt de muntanyes situades a l'oest de la Xina. La residència del Governador de la terra, alberga una font de vi que perllonga la vida. A Fangzhang resideix el Governador que governa sobre els déus de l'aigua i dels animals aquàtics que inclouen dracs i serps. Penglai és la residència més important del Governador del cel i es comunica amb els nou cels superiors. L'emperador Yu el Gran després de les seves gestes i ascendir al cel hauria anat allí.

## Convertir-se en immortal
Originalment, la cerca de la immortalitat implica essencialment el treball sobre el cos, incloent uns requisits dietètics especials, un gimnàs i l'ús d'herbes o elixirs, coincidents amb exercicis espirituals. Amb el desenvolupament del taoisme institucional, a la pràctica individual sovint s'hi afegix l'exigència de respecte a la comunitat, la conducta moral i les bones obres.
Les tècniques corporals, varien en detalls específics i, sovint, segons l'escola o el mestre, es poden agrupar en diverses categories força àmpies: la dieta, alquímia amb la incorporació d'elixirs externs o pastilles, alquímia interna per a la visualització i la gimnàstica.
Es combinen diverses tècniques. Es pot accedir a l'estat immortal en desfer-se de la mort en el seu cos com una serp de la seva pell, però els més dotats es transformen fins a viure en el cel tota la seva vida. Les creences populars, estan impregnades de valors comunitaris, de vegades s'imaginen volant amb les seves famílies i els seus animals, d'aquí la dita: "Quan una persona rep el Dao, [fins i tot] els seus pollastres i els seus gossos van al cel" (tot el grup es beneficia de la promoció d'un dels seus membres).

### Tècniques externes
D'acord amb un passatge de la 'Zhuang Zi', la tornada immortal de les cinc llavors (arròs, mill, blat, civada i fesol), alimentant-se de vent i rosada. Les llavors amb les quals s'alimenta la gent comuna se suposa que han de contenir el cos en descomposició a l'interior i, a més, espiar i denunciar els pecats de la persona que és la llar de les deïtats, reduint encara més les seves possibilitats de viure molt de temps.
La creença en l'existència d'herbes que allarguen la vida a la terra de la immortalitat és testificada des dels Regnes Combatents. La fabricació alquímica de Jindan es va fer més i més popular durant la dinastia Han de l'Est i va aconseguir el seu zenit sota la Dinastia Tang amb l'«elixir or» o «elixir del retorn [a la unitat primordial]». No obstant això, sota la mateixa dinastia es va realitzar a més de l'alquímia externa, probablement més perillosa que beneficiosa, ja que va ser abandonada de manera progressiva, l'alquímia interna que fou la dominant durant la dinastia Song.

### Tècniques internes

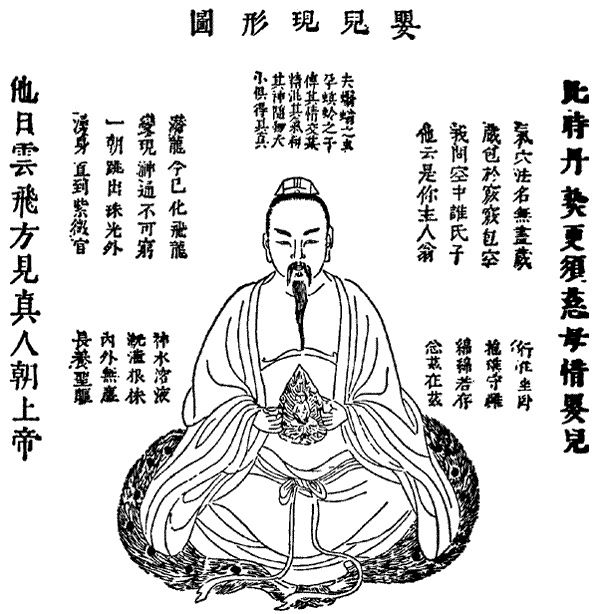
Metàfora: imatge de taoista generant un nou cos espiritual a través de la pràctica del tao yin.

El treball de la respiració lianqi havia aparegut ja amb l'alquímia externa. Es troben traces en l'obra de Yuan Qu, o en el Zhuang Zi en relació al daoyin, una mena de gimnàstica.
Inclou exercicis de respiració per «rebutjar l'antic i introduir el nou», gimnàstica suau o arts marcials que estenen la pràctica del qigong més enllà de la comunitat taoista. També, les visualitzacions del cos, on es practic la captura de l'essència del sol i la lluna i veu els seus ulls i la seva respiració convertits en miralls; mitjançant la respiració s'il·luminen els nodes dels meridians i s'aclareixen els seus òrgans.

### Altres
Els ritus realitzats per un mestre taoista poden ajudar a recórrer el camí de la immortalitat. Les escoles que han configurat una via, no deixen de recordar als seus seguidors que les tècniques són ineficaces sense un bon comportament. Aquest concepte és especialment important a la Xina, on es considera que els déus són mortals divinitzats per la seva virtut.

## Jerarquia dels immortals
Els humans antics o, de vegades format per la concreció qi, i els déus taoistes immortals no són un panteó tancat, sinó una col·lecció en constant expansió. Cada escola pot tenir una llista i una classificació diferent. Així l'escola Shangqing creada per Tao Hongjing, "Jerarquia dels esperits perfectes" és bastant ben coneguda.
Per a l'escola moderna "Quanzhen", el grau més alt és l'or immortal que resideix en el cel superior "Daluo" amb els orígens purs, el primer dels Tres Puros, deïtats supremes.
Laozi és considerat pels taoistes un ser il·luminat. Els seus textos són estudiats a partir d'aquesta comprensió com a orientacions per qui vol seguir aquest camí.